# Ghiacciaio dello Stubai
Il ghiacciaio dello Stubai è un ghiacciaio e comprensorio sciistico situato nel distretto di Innsbruck-Land, nella regione del Tirolo in Austria. Si trova a Mutterberg, frazione di Neustift im Stubaital, nella Valle dello Stubai. È il più grande comprensorio sciistico dell'Austria.

## Descrizione

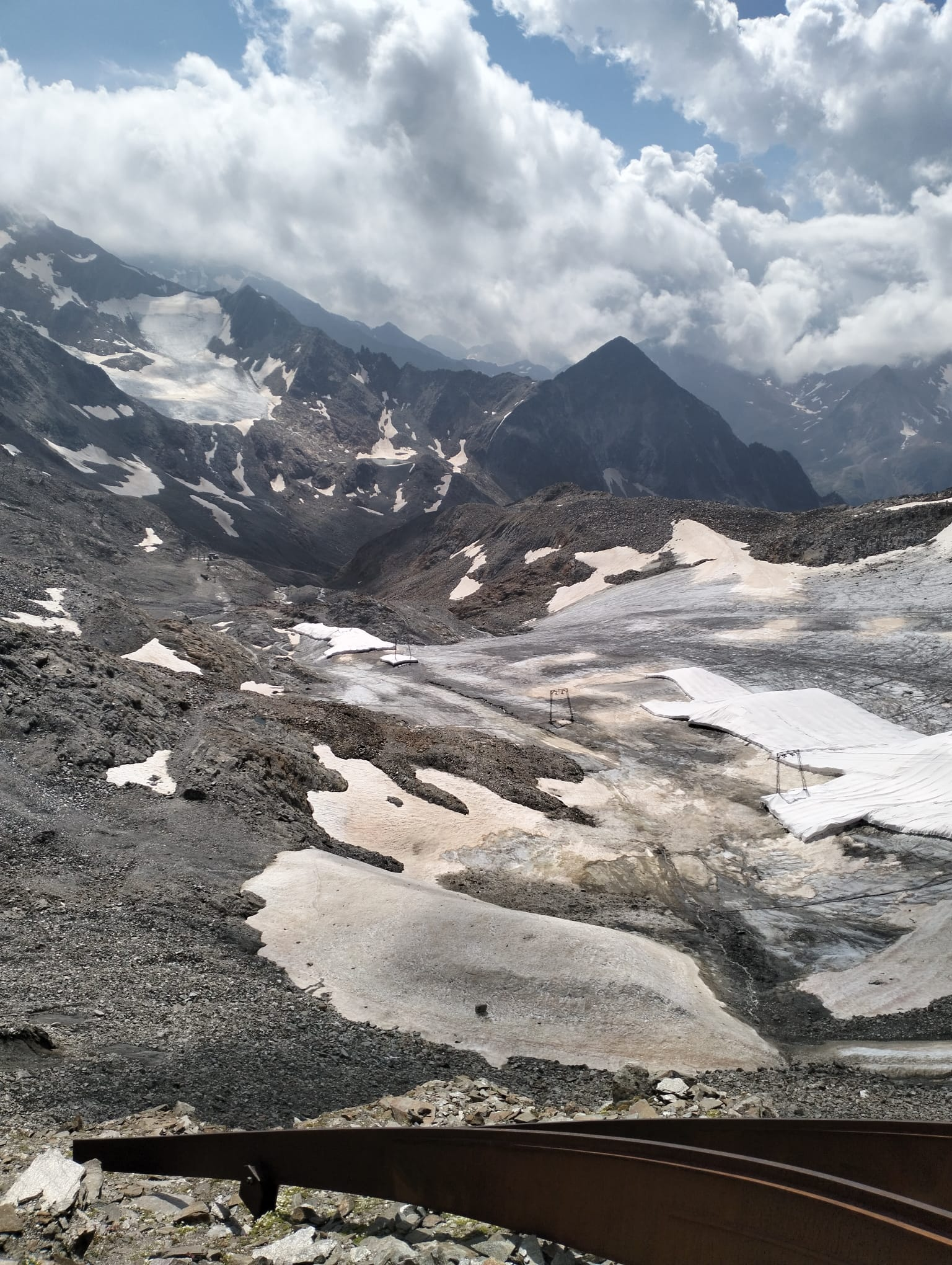
Ghiacciao dello Stubai nell'estate del 2024

Il Ghiacciao dello Stubai si trova in Austria, nel Distretto di Innsbruck-Land (Tirolo), e dista circa 50 km dal Passo del Brennero e 38 km dalla città di Innsbruck. Situato tra i 1 750 e i 3 210 m s.l.m., costituisce il termine della Valle dello Stubai, nel comune di Mutterberg, frazione di Neustift im Stubaital.
Il ghiacciaio è anche un comprensorio sciistico: presenta infatti 68,1 km di piste da sci, con 26 impianti di risalita che ne permettono il raggiungimento.
Durante l'estate sono in funzione solo due impianti di risalita: il primo è l'Eisgratbahn (la prima cabinovia trifune al mondo realizzata su due rami continui), che è composta da due tratti con una stazione intermedia (Fernau). Dalla stazione a monte dell'impianto (2 291 m s.l.m.) parte il secondo impianto, Schaufeljochbahn, che permette di raggiungere (a 3 210 m s.l.m.) la piattaforma panoramica Top of Tyrol, e a poca distanza la cappella Schaufeljoch.
Dalla stazione a monte dell'impianto Schaufeljochbahn è raggiungibile una grotta di ghiaccio, all'interno della quale si può entrare.

## Galleria d'immagini

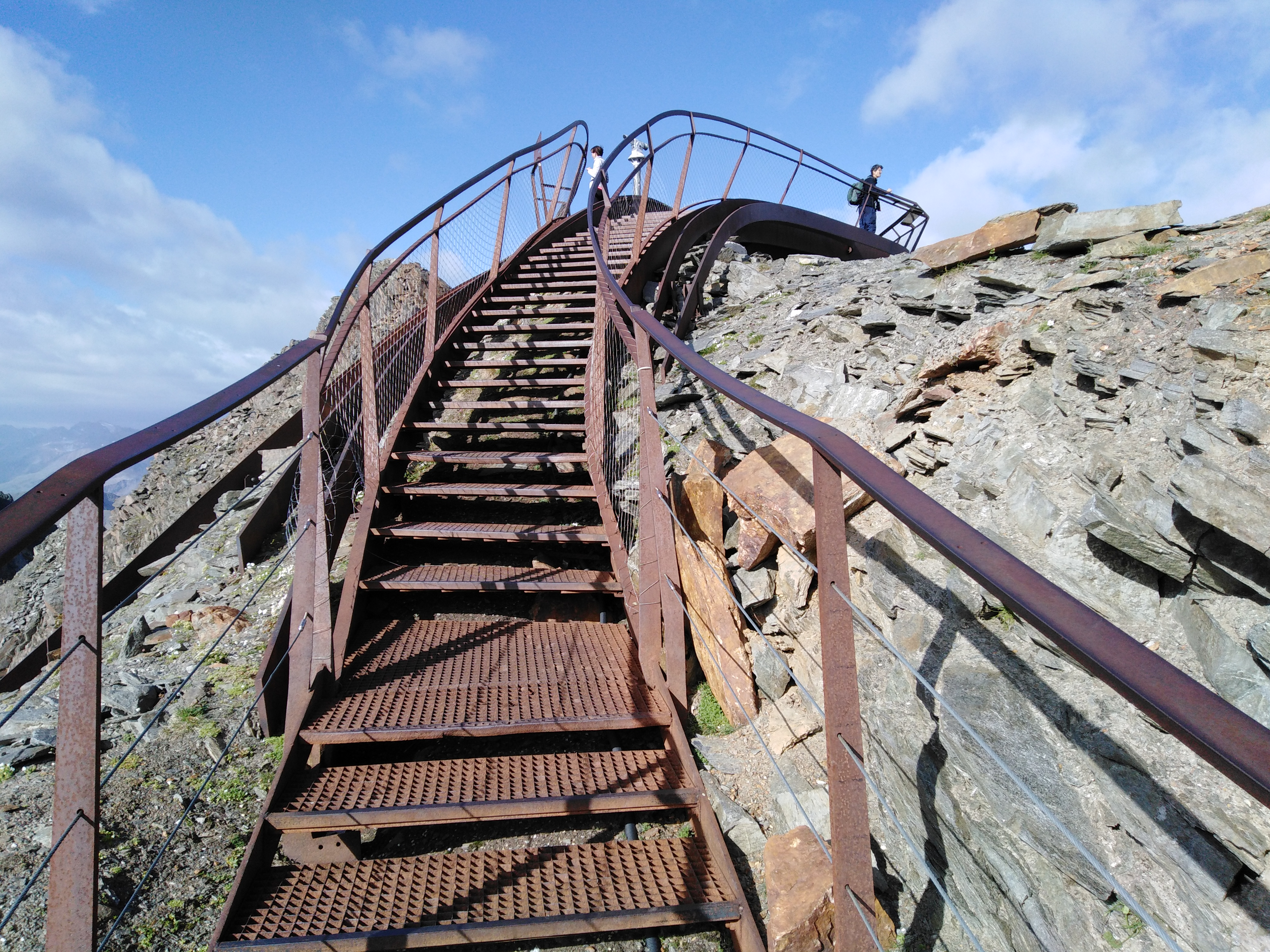
Scalini per giungere alla piattaforma Top of Tyrol
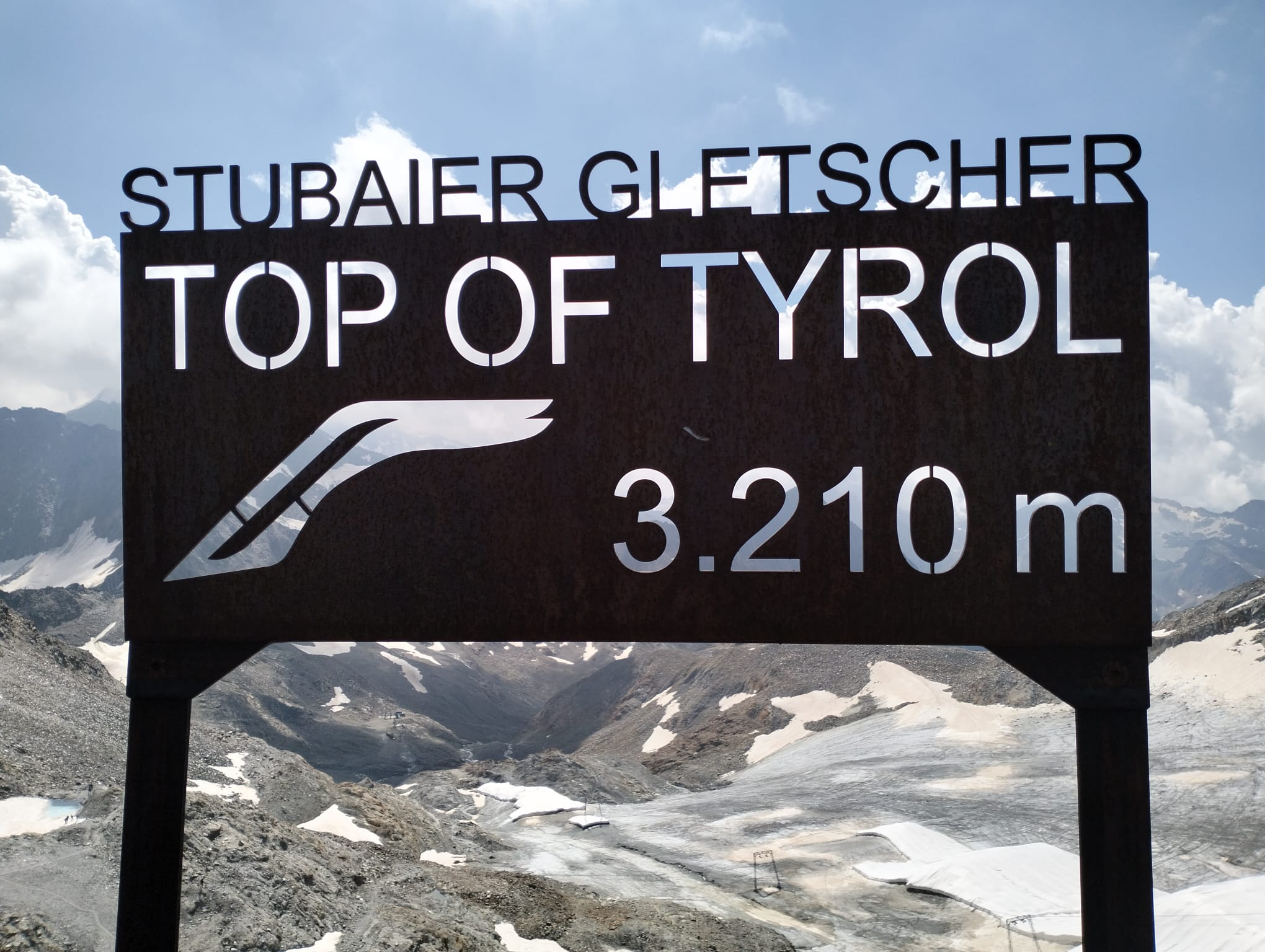
Piattaforma Top of Tyrol
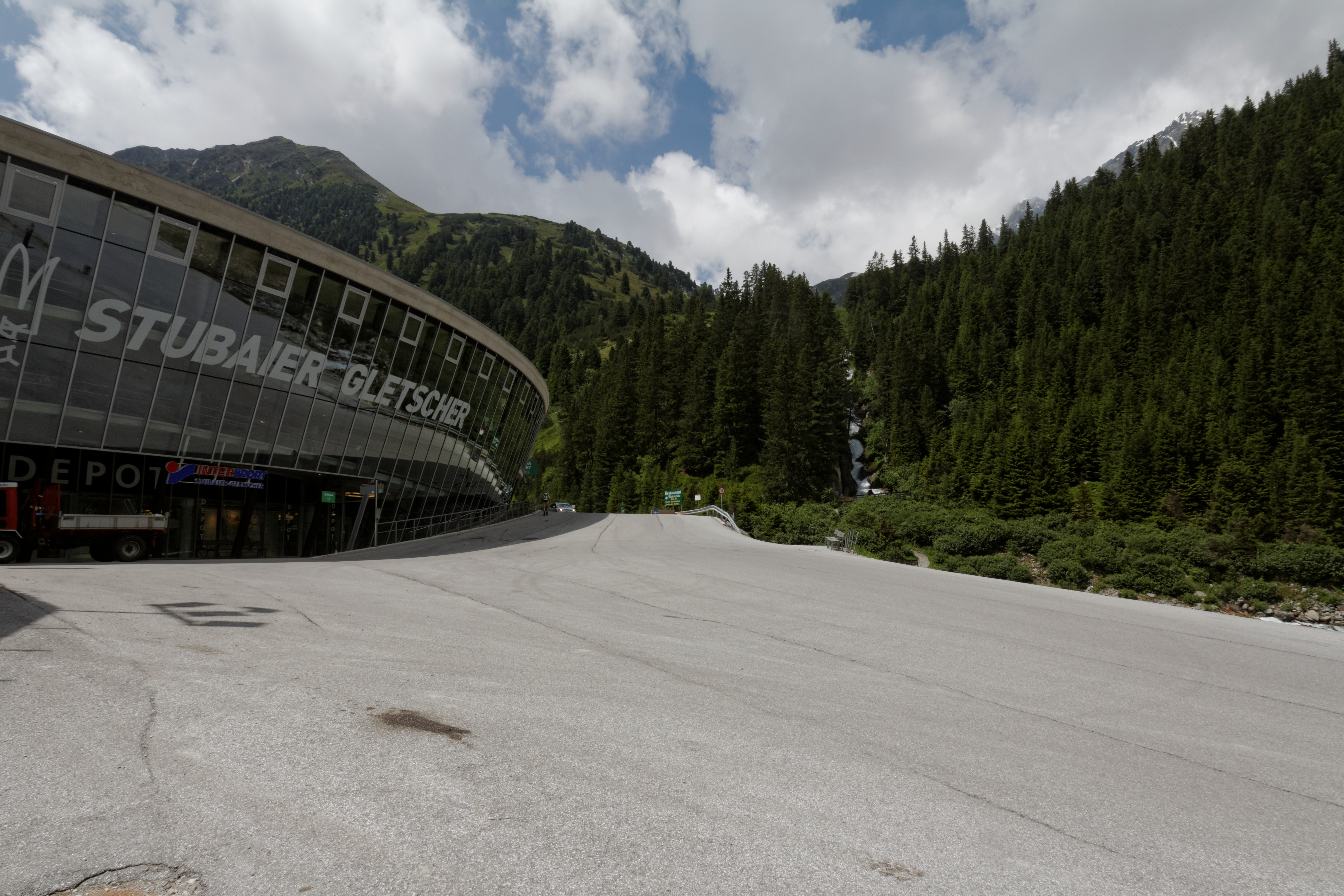
Stazione a valle dell'impianto Eisgratbahn, nel comune di Mutterberg
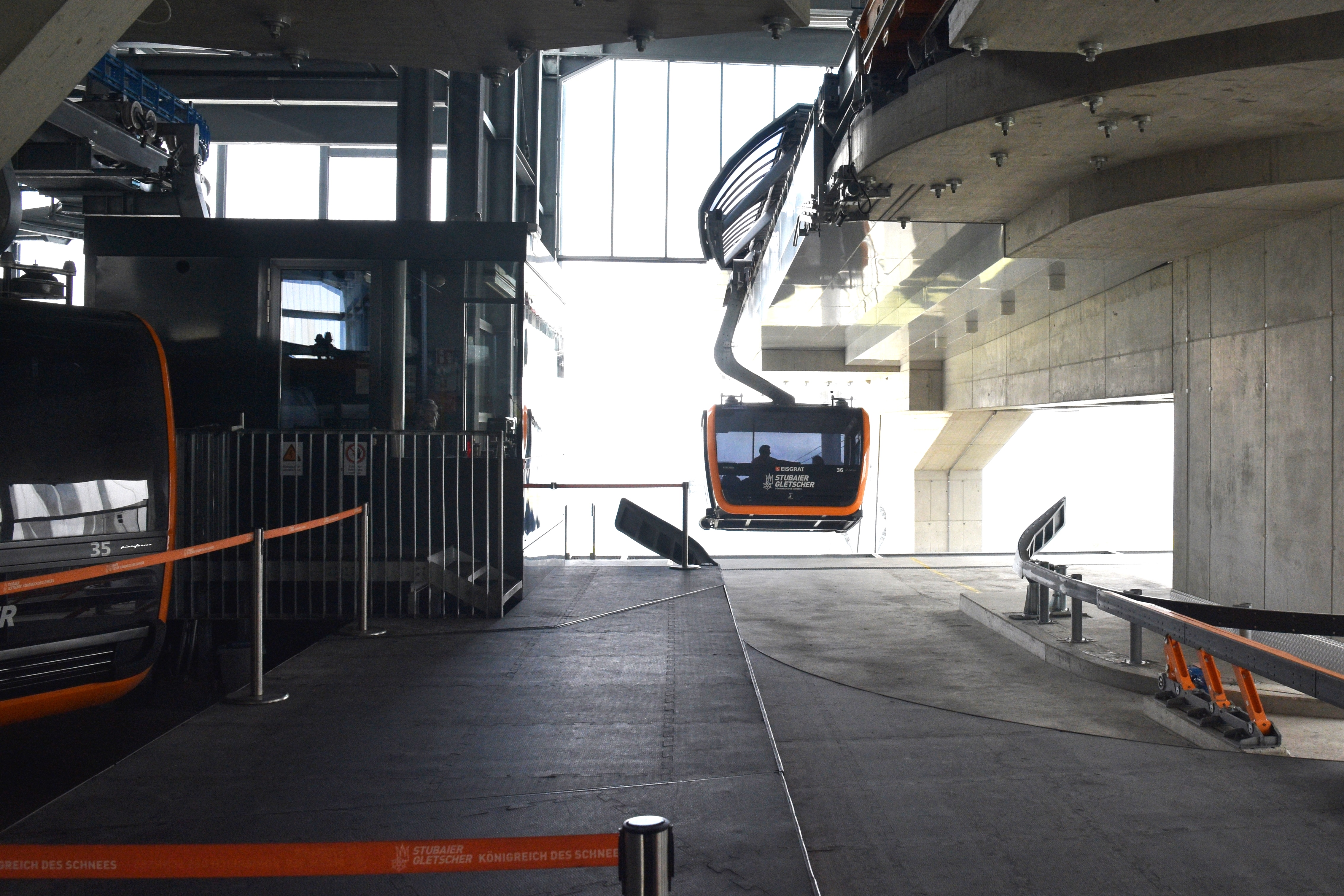
Stazione intermedia Fernau dell'impianto Eisgratbahn
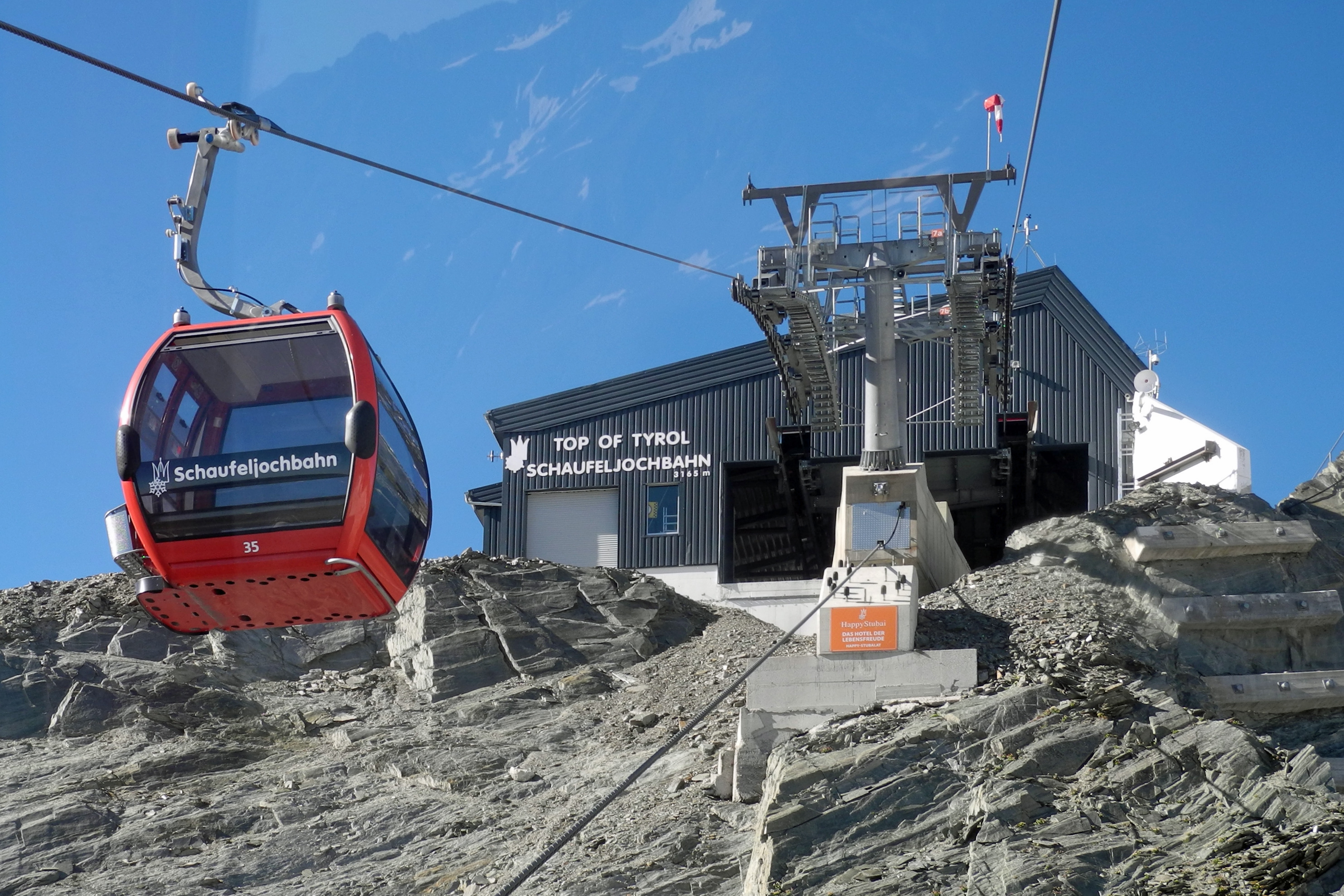
Stazione a monte dell'impianto Schaufeljochbahn
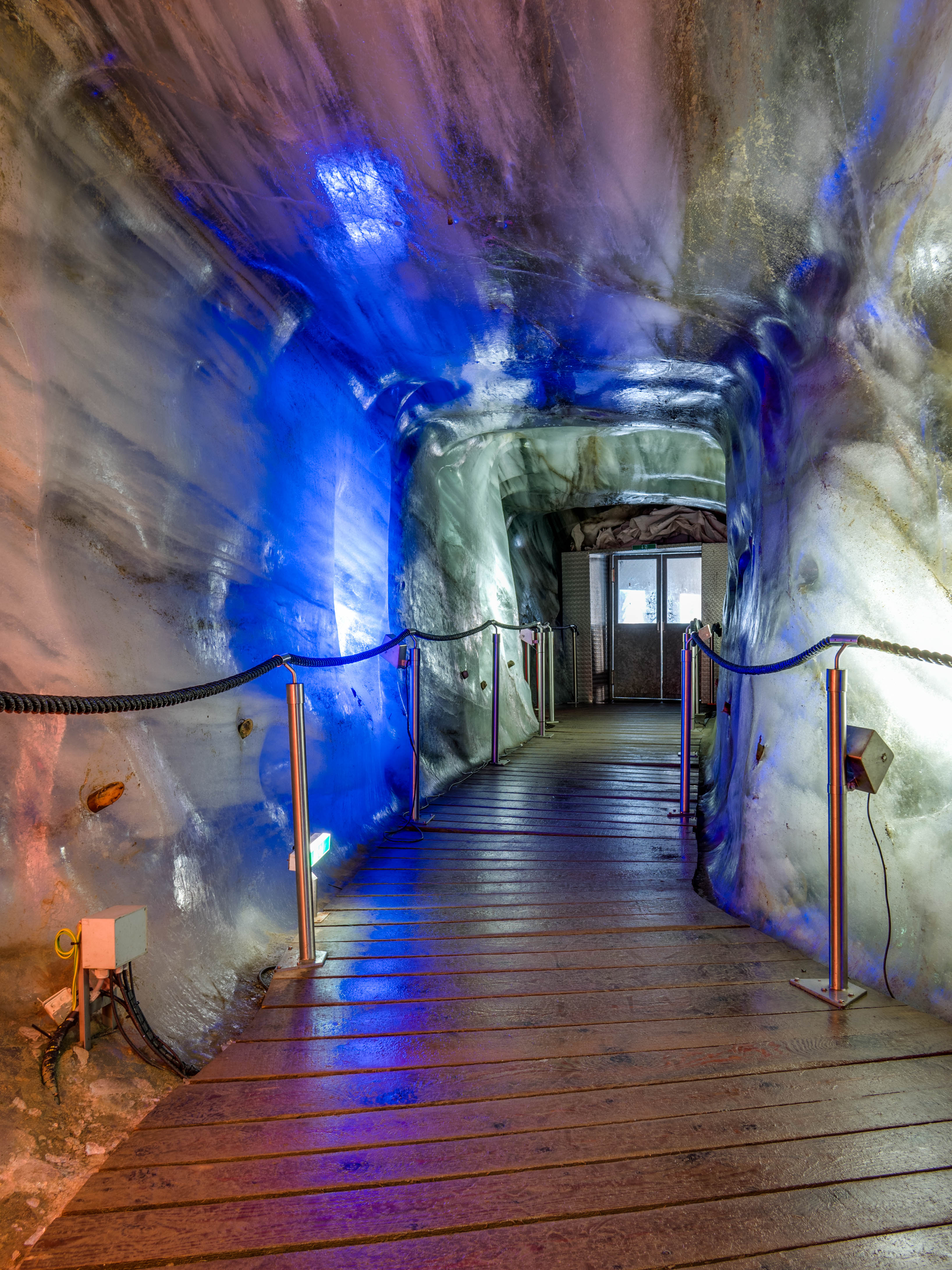
Interno della grotta di ghiaccio